# Lista de colonatos israelitas
Esta é uma lista de colonatos israelitas (português europeu) ou assentamentos israelenses (português brasileiro) ou israelitas (português europeu), nos  Territórios Palestinos Ocupados ocupados por Israel na Cisjordânia , incluindo Jerusalém Oriental e os Montes Golã (ou Colinas de Golã). As autoridades judaicas já tinham estabelecido colonatos na Faixa de Gaza e na Península do Sinai, no entanto, os colonatos de Gaza foram desmantelados após a retirada israelita de Gaza em 2005 e os colonatos do Sinai foram evacuados com o tratado de paz entre o Egito e Israel, com a conseguente desocupação da Península de Sinai. Esta lista não inclui os colonatos da Cisjordânia que foram desmantelados ou dos postos avançados dos colonatos.
Na verdade, Israel anexou Jerusalém Oriental com a Lei de Jerusalém e considera os colonatos nas fronteiras expandidas de Jerusalém Oriental como bairros de Jerusalém e não como colonatos. O Conselho de Segurança das Nações Unidas considerou esse ato como "nulo e sem efeito" na Resolução 478 do Conselho de Segurança das Nações Unidas, e a comunidade internacional considera que Jerusalém Oriental continua sob ocupação israelita.
Com a anexação dos Montes Golã e posterior Lei dos Montes Golã, as autoridades israelitas não consideram as localidades ali estabelecidas como colonatos. O Conselho de Segurança das Nações Unidas considerou esse ato "nulo e sem efeito" na Resolução 497 do Conselho de Segurança das Nações Unidas e a comunidade internacional continua a considerar os Montes Golã como território sírio mantido sob ocupação israelita.
A comunidade internacional considera, ao abrigo do direito internacional, os colonatos israelitas nos Territórios Palestinos Ocupados ocupados como ilegais e uma fonte constante de conflituosidade, violando a proibição da Quarta Convenção de Genebra sobre a transferência de uma população civil para ou do território ocupado, embora Israel conteste esta deliberação, tal como as anteriores.
No início de 2023 de acordo com os dados oficiais próprios israelitas, residiam cerca de 475 mil colonos em 133 colonatos, e entre 90 e 100 postos avançados dos colonatos (também chamados "colonatos selvagens" por não serem "pré-aprovados" pelas autoridades do Estado Hebraico).

## Cisjordânia

### Colonatos urbanos na Cisjordânia
Quatro colonatos receberam status de cidade. A sua população combinada é superior a 200.000 habitantes, representando cerca de metade da população colonizada da Cisjordânia fora de Jerusalém Oriental.
| Nome          | Hebraico      | Mapa            | Fundação | Município      |
| ------------- | ------------- | --------------- | -------- | -------------- |
| Ariel         | אריאל         | Map of the area | 1978     | Shomron        |
| Beitar Illit  | ביתר עילית    | Map of the area | 1985     | Gush Etzion    |
| Ma'ale Adumim | מעלה אדומים   | Map of the area | 1975     | Gush Etzion    |
| Modi'in Illit | מודיעין עילית | Map of the area | 1996     | Mateh Binyamin |

### Outros colonatos na Cisjordânia, excluindo Jerusalém Oriental
| Nome                 | Nome hebraico  | Município       | Fundação | Nahal 1 | 1983  | 1989   | 1994   | 1999   | 2004   | 2009   | 2014   | 2019   | Posição em relação ao Muro da Cisjordânia | Observações |
| -------------------- | -------------- | --------------- | -------- | ------- | ----- | ------ | ------ | ------ | ------ | ------ | ------ | ------ | ----------------------------------------- | --- |
| Adora                | אדורה          | Har Chevron     | 1984     | 1982    | –     | …      | 184    | 291    | 186    | 257    | 367    | 462    | Leste, do lado palestino                  | |
| Alei Zahav           | עלי זהב        | Schomron        | 1982     |         | 62    | …      | 313    | 355    | 429    | 458    | 983    | 3.399  | Oeste                                     | |
| Alfe Menasche        | אלפי מנשה      | Alfei Menasche  | 1983     |         | –     | 2.070  | 2.710  | 4.410  | 5.433  | 6.718  | 7.614  | 7.952  | Oeste                                     | |
| Allon Schewut        | אלון שבות      | Gusch Etzion    | 1970     |         | 1.071 | 1.460  | 1.820  | 2.230  | 3.229  | 2.951  | 3.141  | 3.098  | Oeste                                     | |
| Almog                | אלמוג          | Megilot         | 1979     | 1977    | 57    | …      | 102    | 156    | 142    | 153    | 179    | 254    | Vale do Jordão                            | |
| Almon                | עלמון          | Mateh Benjamin  | 1982     |         | 42    | 224    | 472    | 672    | 739    | 827    | 1.214  | 1.420  | Oeste                                     | |
| Amichai              | עמיחי          | Mateh Benjamin  | 2017     | -       | -     | -      | -      | -      | -      | -      | -      | 209    | Leste, do lado palestino                  | |
| Argaman              | ארגמן          | Bikʿat HaJarden | 1971     | 1968    | 100   | …      | 165    | 155    | 166    | 166    | 128    | 132    | Vale do Jordão                            | |
| Ariel                | אריאל          | Ariel           | 1978     |         | 1.222 | 1.840  | 12.800 | 15.100 | 18.000 | 17.559 | 18.391 | 20.540 | Oeste                                     | |
| Asfar                | מיצד           | Gusch Etzion    | 1984     |         | –     | …      | 299    | 356    | 275    | 377    | 535    | 932    | Leste, do lado palestino                  | Também Metzad |
| Ateret               | עטרת           | Mateh Benjamin  | 1981     |         | 72    | …      | 230    | 287    | 350    | 763    | 848    | 900    | Leste, do lado palestino                  | |
| Avnat                | אָבְנַת,          | Megilot         | 2004     | 1983    | –     | -      | –      | -      | –      | 100    | 110    | 237    | Vale do Jordão                            | |
| Awnei Chefetz        | אבני חפץ       | Schomron        | 1990     |         | –     | –      | 214    | 695    | 1.038  | 1.412  | 1.658  | 1.932  | Leste, do lado palestino                  | |
| Barkan               | ברקן           | Schomron        | 1981     |         | 172   | 380    | 827    | 1.080  | 1.215  | 1.359  | 1.627  | 1.895  | Oeste                                     | |
| Bat Ajin             | בת עין         | Gusch Etzion    | 1989     |         | –     | –      | 319    | 572    | 796    | 900    | 1.196  | 1.568  | Oeste                                     | |
| Beit Chaggai         | בית חגי        | Har Chevron     | 1989     |         | –     | –      | 224    | 405    | 429    | 489    | 547    | 667    | Leste, do lado palestino                  | |
| Beka'ot              | בקעות          | Bikʿat HaJarden | 1972     |         | 150   | …      | 180    | 144    | 152    | 160    | 162    | 182    | Oeste                                     | |
| Bet Arje             | בית אריה       | Bet Arje        | 1981     |         | 246   | 734    | 1.910  | 2.330  | 3.446  | 3.711  | 4.516  | 5.253  | Oeste                                     | |
| Bet Choron           | בית חורון      | Mateh Benjamin  | 1977     |         | 90    | 341    | 570    | 720    | 825    | 1.024  | 1.218  | 1.437  | Oeste                                     | |
| Bet El               | בית אל         | Bet El          | 1977     |         | 537   | 1840   | 3.230  | 3.800  | 4.763  | 5.499  | 5.991  | 5.973  | Leste, do lado palestino                  | |
| Bet HaArawa          | בית הערבה      | Megilot         | 1986     | 1980    | –     | …      | 26     | 45     | 69     | 95     | 134    | 350    | Vale do Jordão                            | |
| Bet Jatir            | בית יתיר       | Har Chevron     | 1980     |         |       |        |        |        |        |        |        |        |                                           | Ver Metzadot Jehuda |
| Betar Illit          | ביתר עילית     | Betar Illit     | 1985     |         | –     | 395    | 4.480  | 12.700 | 24.895 | 34.999 | 46.874 | 59.270 | Oeste                                     | |
| Bracha               | ברכה           | Schomron        | 1983     | 1981    | 58    | …      | 319    | 714    | 970    | 1.533  | 2.195  | 2.757  | Leste, do lado palestino                  | |
| Bruchin              | ברוכין         | Schomron        | 2012     |         | –     | –      | –      | –      | –      | –      | 675    | 1.166  | Oeste                                     | |
| Chalamisch           | חלמיש          | Mateh Benjamin  | 1977     |         | 365   | 659    | 874    | 1.100  | 931    | 1.054  | 1.282  | 1.485  | Leste, do lado palestino                  | |
| Chamra               | חמרה           | Bikʿat HaJarden | 1971     |         | 177   | …      | 168    | 149    | 125    | 91     | 124    | 173    | Vale do Jordão                            | |
| Chaschmonajim        | חשמונאים       | Mateh Benjamin  | 1985     |         | –     | 450    | 1.470  | 1.770  | 2.235  | 2.588  | 2.638  | 2.771  | Oeste                                     | |
| Chemdat              | חמדת           | Bikʿat HaJarden | 1997     | 1979    | –     | –      | –      | 74     | 120    | 176    | 209    | 296    | Vale do Jordão                            | |
| Chermesch            | חרמש           | Schomron        | 1984     | 1982    | –     | …      | 142    | 272    | 229    | 177    | 203    | 224    | Leste, do lado palestino                  | |
| Chinnanit            | חיננית         | Schomron        | 1981     |         | 66    | …      | 251    | 432    | 707    | 768    | 1.101  | 1.410  | Oeste                                     | |
| Dolev                | דולב           | Mateh Benjamin  | 1983     |         | –     | 271    | 471    | 850    | 963    | 1.137  | 1.281  | 1.448  | Leste, do lado palestino                  | |
| Efrata               | אפרת           | Gusch Etzion    | 1980     |         | 207   | 2.070  | 4.650  | 6.230  | 8.131  | 7.183  | 7.454  | 10.806 | Oeste                                     | |
| Einav                | עינב           | Schomron        | 1981     |         | 89    | 277    | 345    | 504    | 468    | 566    | 691    | 891    | Leste, do lado palestino                  | |
| Elazar               | אלעזר          | Gusch Etzion    | 1975     |         | 133   | 267    | 398    | 747    | 993    | 1.837  | 2.532  | 2.459  | Oeste                                     | |
| Eli                  | עלי            | Mateh Benjamin  | 1984     |         | –     | …      | 647    | 1.730  | 2.30   | 2.928  | 3.947  | 4.415  | Leste, do lado palestino                  | |
| Elkana               | אלקנה          | Elkana          | 1977     |         | 607   | 1.850  | 2.719  | 2.940  | 2.983  | 3.483  | 3.871  | 3.838  | Oeste                                     | |
| Elon More            | אלון מורה      | Schomron        | 1979     |         | 393   | 828    | 1.120  | 1.050  | 1.773  | 1.433  | 1.447  | 1.920  | Leste, do lado palestino                  | |
| Eschkolot            | אשכולות        | Har Chevron     | 1991     | 1982    | –     | –      | 101    | 148    | 231    | 578    | 494    | 577    | Oeste                                     | |
| Etz Efraim           | עץ אפרים       | Schomron        | 1985     |         | –     | …      | 237    | 500    | 627    | 731    | 1.150  | 2.428  | Oeste                                     | Tem o nome da Bíblia (Ezequiel 37:21).                                                                                                |
| Gewa Binjamin (Adam) | גבע בנימין     | Mateh Benjamin  | 1983     |         | –     | …      | 361    | 707    | 2.032  | 4.157  | 5.065  | 5.682  | Leste, do lado palestino                  | |
| Gilgal               | גלגל           | Bikʿat HaJarden | 1973     | 1970    | 118   | …      | 169    | 164    | 164    | 172    | 169    | 203    | Vale do Jordão                            | |
| Gitit                | גיתית          | Bikʿat HaJarden | 1975     | 1972    | 113   | …      | 138    | 109    | 161    | 259    | 362    | 504    | Vale do Jordão                            | |
| Givʿat Seev          | גבעת זאב       | Giv'at Ze'ew    | 1982     |         | 2.250 | 4.250  | 6.750  | 10.000 | 10.635 | 10.779 | 15.094 | 18.420 | Oeste                                     | |
| Giwʿon haChadascha   | גבעון החדשה    | Mateh Benjamin  | 1980     |         | 92    | 433    | 826    | 1.180  | 1.179  | 1.113  | 1.161  | 1.067  | Oeste                                     | |
| Har Adar             | הר אדר         | Har Adar        | 1986     |         | –     | 929    | 1.430  | 1.380  | 2.074  | 3.211  | 3.776  | 4.088  | Oeste                                     | |
| Har Gilo             | הר גילה        | Gusch Etzion    | 1968     |         | 201   | 305    | 387    | 363    | 371    | 566    | 1438   | 1.635  | Oeste                                     | |
| Immanuel             | עמנואל         | Immanuel        | 1983     |         | 380   | 2.480  | 3.360  | 3.150  | 2.585  | 2.901  | 3197   | 3.906  | Oeste                                     | |
| Itamar               | איתמר          | Schomron        | 1984     |         | –     | …      | 273    | 511    | 600    | 1.032  | 1275   | 1.269  | Leste, do lado palestino                  | |
| Jafit                | יפית           | Bikʿat HaJarden | 1980     |         | 75    | …      | 124    | 118    | 101    | 107    | 136    | 202    | Vale do Jordão                            | |
| Jakir                | יקיר           | Schomron        | 1981     |         | 256   | 351    | 605    | 765    | 960    | 1.207  | 1821   | 2.288  | Oeste                                     | |
| Jitav                | ייט"ב          | Bikʿat HaJarden | 1977     | 1970    | 37    | …      | 78     | 107    | 141    | 118    | 249    | 358    | Vale do Jordão                            | |
| Jitzhar              | יצהר           | Schomron        | 1984     | 1983    | –     | …      | 129    | 328    | 534    | 895    | 1279   | 1.726  | Leste, do lado palestino                  | |
| Kalia                | קלי"ה          | Megilot         | 1972     | 1968    | 102   | 245    | 247    | 262    | 260    | 300    | 390    | 438    | Vale do Jordão                            | |
| Karmei Tzur          | כרמי צור       | Gusch Etzion    | 1984     |         | –     | …      | 237    | 422    | 665    | 691    | 1.011  | 1.001  | Leste, do lado palestino                  | |
| Karmel               | כרמל           | Har Chevron     | 1981     | 1980    | 71    | …      | 231    | 252    | 319    | 379    | 419    | 437    | Leste, do lado palestino                  | |
| Karnei Schomron      | קרני שומרון    | Karnei Schomron | 1978     |         | 636   | 3.240  | 4.820  | 5.590  | 6.170  | 6.210  | 6.650  | 8.135  | Oeste                                     | |
| Kedar                | קדר            | Gusch Etzion    | 1984     |         | –     | …      | 393    | 393    | 658    | 960    | 1.384  | 1.599  | Oeste                                     | |
| Kedumim              | קדומים         | Kedumim         | 1975     |         | 811   | 1.570  | 2.540  | 2.540  | 3.010  | 3.774  | 4.187  | 4.544  | Oeste                                     | |
| Kfar Adumim          | כְּפַר אֲדֻמִּים.     | Mateh Benjamin  | 1979     |         | 253   | 559    | 1.010  | 1.590  | 2.006  | 3.099  | 3.952  | 4.674  | Oeste                                     | |
| Kfar Etzion          | כפר עציון      | Gusch Etzion    | 1967     |         | 390   | 455    | 543    | 421    | 416    | 818    | 1.060  | 1.156  | Oeste                                     | |
| Kfar HaOranim        | כפר האורנים    | Mateh Benjamin  | 1998     |         | –     | –      | –      | 332    | 1.610  | 2.440  | 2.668  | 2.657  | Oeste                                     | Nome alternativo: Menora |
| Kfar Tapuach         | כפר תפוח       | Schomron        | 1978     | 1978    | 82    | …      | 261    | 352    | 593    | 919    | 900    | 1.312  | Leste, do lado palestino                  | |
| Kirjat Arba          | קריית ארבע     | Kirjat Arba     | 1970     |         | 2.867 | 3.870  | 5.120  | 6.240  | 6.651  | 7.096  | 6.951  | 7.326  | Leste, do lado palestino                  | |
| Kirjat Netafim       | קרית נטפים     | Schomron        | 1984     | 1982    | –     | …      | 159    | 240    | 419    | 634    | 824    | 958    | Oeste                                     | Árabe: كريات نتافيم |
| Kochav HaSchachar    | כוכב השחר      | Mateh Benjamin  | 1977     |         | 129   | 410    | 805    | 1.080  | 1.365  | 1.423  | 1.829  | 2.227  | Leste, do lado palestino                  | |
| Kochav Ja'akov       | כוכב יעקוב     | Mateh Benjamin  | 1984     |         | –     | …      | 663    | 1.260  | 4.389  | 5.811  | 6.993  | 8.541  | Leste, do lado palestino                  | |
| Lapid                | לפיד           | Lapid           | 2002     |         | –     | –      | –      | –      | 2.176  | 2.431  | 2.505  | 2.394  | Oeste                                     | |
| Maʿale Adummim       | מעלה אדומים    | Maʿale Adummim  | 1975     | 1975    | 3.504 | 12.700 | 18.400 | 23.800 | 28.923 | 34.324 | 37.404 | 38.155 | Oeste                                     | |
| Maʿale Amos          | מעלה עמוס      | Gusch Etzion    | 1981     |         | 209   | 248    | 388    | 342    | 319    | 264    | 352    | 663    | Leste, do lado palestino                  | |
| Maʿale Efrajim       | מעלה אפרים     | Maʿale Efrajim  | 1978     |         | 909   | 1.300  | 1.470  | 1.460  | 1.456  | 1.270  | 1.145  | 1.260  | Vale do Jordão                            | |
| Ma'ale Lewona        | מעלה לבונה     | Mateh Benjamin  | 1984     | 1983    | –     | …      | 301    | 447    | 514    | 713    | 758    | 906    | Leste, do lado palestino                  | |
| Ma'ale Michmas       | מעלה מכמש      | Mateh Benjamin  | 1981     |         | 134   | 238    | 539    | 753    | 1.055  | 1.079  | 1.319  | 1.529  | Vale do Jordão                            | |
| Ma'ale Omarim        | מעלה עומרים    | Har Chevron     |          |         |       |        |        |        |        |        |        |        |                                           | Siehe Tene |
| Ma'ale Schomron      | מעלה שומרון    | Schomron        | 1980     |         | 188   | 246    | 397    | 486    | 549    | 789    | 965    | 996    | Oeste                                     | |
| Ma'on                | מעון           | Har Chevron     | 1982     | 1981    | 21    | …      | 158    | 265    | 308    | 368    | 488    | 595    | Leste, do lado palestino                  | |
| Masua                | משואה          | Bikʿat HaJarden | 1974     | 1969    | 160   | 210    | 210    | 140    | 140    | 136    | 149    | 184    | Vale do Jordão                            | |
| Matitjahu            | מתתיהו         | Mateh Benjamin  | 1981     |         | 85    | 227    | 2.380  | 1.410  | 1.347  | 457    | 663    | 891    | Oeste                                     | |
| Mechola              | מחולה          | Bikʿat HaJarden | 1968     |         | 293   | 303    | 268    | 315    | 360    | 377    | 467    | 609    | Vale do Jordão                            | |
| Mechora              | מכורה          | Bikʿat HaJarden | 1976     | 1973    | 133   | 99     | 135    | 120    | 119    | 122    | 138    | 166    | Vale do Jordão                            | |
| Mewo'ot Jericho      |                | Bikʿat HaJarden | 2019     |         | -     | -      | -      | -      | -      | -      | -      | 300    | Vale do Jordão                            | |
| Metzadot Jehuda      | מצדות יהודה    | Har Chevron     | 1980     |         | 96    | …      | 327    | 412    | 425    | 382    | 478    | 550    | Oeste                                     | Anderer Name Bet Jatir |
| Mewo Choron          | מבוא חורון     | Mateh Benjamin  | 1970     |         | 275   | 347    | 464    | 494    | 827    | 1.593  | 2.425  | 2.669  | Oeste                                     | |
| Mewo Dotan           | מבוא דותן      | Schomron        | 1978     |         | 98    | …      | 271    | 314    | 287    | 281    | 330    | 448    | Leste, do lado palestino                  | |
| Migdal Oz            | מגדל עוז       | Gusch Etzion    | 1977     |         | 98    | …      | 221    | 280    | 313    | 436    | 447    | 575    | Oeste                                     | |
| Migdalim             | מגדלים         | Schomron        | 1986     | 1984    | –     | …      | 118    | 150    | 151    | 137    | 204    | 447    | Leste, do lado palestino                  | |
| Mitzpe Schalem       | מצפה שלם       | Megilot         | 1976     | 1970    | 70    | …      | 200    | 208    | 192    | 164    | 171    | 207    | Vale do Jordão                            | |
| Mitzpe Jericho       | מצפה יריחו     | Mateh Benjamin  | 1978     |         | 159   | 398    | 678    | 1.160  | 1.469  | 1.754  | 2.270  | 2.560  | Vale do Jordão                            | |
| Modiʿin Illit        | מודיעין עילית  | Modiʿin Illit   | 1994     |         | –     | –      | 6.150  | 13.000 | 27.386 | 46.245 | 63.187 | 76.374 | Oeste                                     | |
| Na'ale               | נעלה           | Mateh Benjamin  | 1988     |         | –     | –      | 149    | 105    | 600    | 935    | 1.441  | 2.148  | Leste, do lado palestino                  | |
| Nachali'el           | נחליאל         | Mateh Benjamin  | 1984     |         | –     | …      | 214    | 230    | 282    | 392    | 583    | 725    | Leste, do lado palestino                  | |
| Na'omi               | נעמי           | Bikʿat HaJarden | 1982     |         | 23    | …      | 122    | 133    | 127    | 102    | 107    | 165    | Vale do Jordão                            | |
| Negohot              | נגוהות         | Har Chevron     | 1999     | 1982    | –     | –      | –      | –      | 135    | 223    | 271    | 352    | Leste, do lado palestino                  | |
| Netiv Ha’avot        |                | Gusch Etzion    |          |         | –     | –      | –      | –      | –      | –      | –      | ...    | Oeste                                     | Wurde 2018 legalisiert. |
| Netiv HaGedud        | נתיב הגדוד     | Bikʿat HaJarden | 1975     |         | 155   | …      | 201    | 143    | 132    | 175    | 179    | 212    | Vale do Jordão                            | |
| Newe Daniel          | נווה דניאל     | Gusch Etzion    | 1982     |         | 69    | 252    | 576    | 868    | 1.225  | 1.735  | 2.174  | 2.322  | Oeste                                     | |
| Nili                 | ניל"י          | Mateh Benjamin  | 1981     |         | 155   | 302    | 440    | 666    | 829    | 846    | 1.276  | 1.786  | Leste, do lado palestino                  | O nome do lugar foi tirado das iniciais hebraicas da frase bíblica de 1 Samuel 15:29: “A glória de Israel (ou seja, Deus) não mente”. |
| Niran                | נערן oder נִירָן | Bikʿat HaJarden | 1977     | 1971    | 99    | …      | 67     | 45     | 53     | 54     | 81     | 85     | Vale do Jordão                            | Benannt nach der antiken Siedlung Naaran.                                                                                             |
| Nofim                | נופים          | Schomron        | 1987     |         | –     | …      | 270    | 362    | 414    | 409    | 549    | 864    | Oeste                                     | |
| Nokdim               | נוקדים         | Gusch Etzion    | 1993     |         | –     | –      | 526    | 526    | 674    | 1.308  | 1.836  | 2.383  | Leste, do lado palestino                  | |
| Ofra                 | עפרה           | Mateh Benjamin  | 1975     |         | 508   | 846    | 1.270  | 1.870  | 2.264  | 3.183  | 2.137  | 3.043  | Leste, do lado palestino                  | |
| Oranit               | אורנית         | Oranit          | 1984     |         | –     | 1.910  | 2.280  | 4.780  | 5.458  | 5.917  | 8.086  | 8.955  | Oeste                                     | |
| Otniel               | עתניאל         | Har Chevron     | 1983     | 1983    | –     | …      | 553    | 553    | 692    | 802    | 862    | 1.044  | Leste, do lado palestino                  | |
| Pedu'el              | פדואל          | Schomron        | 1984     |         | –     | …      | 421    | 834    | 1.219  | 1.096  | 1.475  | 2.010  | Oeste                                     | |
| Penei Chewer         | פני חבר        | Mateh Benjamin  | 1983     | 1982    | …     | …      | 98     | 266    | 377    | 370    | 423    | 635    | Leste, do lado palestino                  | |
| Petza'el             | פצאל           | Bikʿat HaJarden | 1975     |         | 191   | 286    | 311    | 228    | 215    | 205    | 244    | 304    | Vale do Jordão                            | |
| Psagot               | פסגות          | Mateh Benjamin  | 1981     |         | 209   | 506    | 778    | 1.030  | 1.388  | 1.563  | 1.904  | 1.881  | Leste, do lado palestino                  | está localizado numa colina que faz fronteira diretamente com Al-Bireh.                                                               |
| Rechelim             | רחלים          | Schomron        | 2012     | –       | –     | –      | –      | –      | –      | –      | 529    | 802    |                                           | |
| Reichan              | ריחן           | Schomron        | 1981     | 1977    | 51    | …      | 111    | 100    | 148    | 164    | 183    | 330    | Oeste                                     | |
| Revava               | רבבה           | Schomron        | 1991     |         | –     | –      | 108    | 389    | 738    | 1.113  | 1.805  | 2.632  | Oeste                                     | |
| Rimonim              | רימונים        | Mateh Benjamin  | 1980     | 1977    | 86    | …      | 406    | 474    | 536    | 616    | 564    | 700    | Vale do Jordão                            | |
| Ro'i                 | רוֹעִ"י          | Bikʿat HaJarden | 1977     | 1976    | 102   | ...    | 158    | 133    | 115    | 150    | 153    | 175    | Vale do Jordão                            | |
| Rosch Tzurim         | ראש צורים      | Gusch Etzion    | 1969     | 1969    | 210   | 279    | 290    | 290    | 298    | 555    | 910    | 933    | Oeste                                     | |
| Sal'it               | סלעית          | Schomron        | 1977     |         | 236   | 298    | 409    | 377    | 443    | 498    | 604    | 1.331  | Oeste                                     | |
| Scha'arei Tikva      | שערי תקווה     | Schomron        | 1982     |         | 7     | 905    | 2.010  | 3.220  | 3.685  | 4.493  | 5.451  | 6.039  | Oeste                                     | |
| Schadmot Mechola     | שדמות מחולה    | Bikʿat HaJarden | 1984     | 1978    | –     | …      | 141    | 400    | 517    | 493    | 544    | 666    | Vale do Jordão                            | |
| Schaked              | שקד            | Schomron        | 1981     |         | 110   | 307    | 409    | 468    | 509    | 614    | 779    | 962    | Oeste                                     | |
| Schani               | שעני           | Har Chevron     | 1989     |         | –     | –      | 490    | 468    | 443    | 423    | 463    | ...    | Oeste                                     | Nome alternativo: Livne |
| Schavei Schomron     | שבי שומרון     | Schomron        | 1977     |         | 267   | 419    | 606    | 569    | 539    | 712    | 863    | 977    | Leste, do lado palestino                  | |
| Schilo               | שילה           | Mateh Benjamin  | 1979     |         | 325   | 627    | 915    | 1.490  | 1.825  | 2.005  | 3.113  | 4.356  | Leste, do lado palestino                  | |
| Schim'a              | שמעה           | Har Chevron     | 1988     | 1982    | –     | …      | 221    | 263    | 344    | 304    | 475    | 741    | Leste, do lado palestino                  | |
| Susiya               | סוסיא          | Har Chevron     | 1983     |         | –     | …      | 269    | 468    | 663    | 841    | 1.014  | 1.339  | Leste, do lado palestino                  | |
| Talmon               | טלמון          | Mateh Benjamin  | 1989     |         | –     | –      | 439    | 1.150  | 1.760  | 2.580  | 3.486  | 4.575  | Leste, do lado palestino                  | |
| Tekoa                | תקוע           | Gusch Etzion    | 1977     | 1975    | 188   | 400    | 776    | 948    | 1.179  | 1.596  | 3.200  | 4.076  | Leste, do lado palestino                  | |
| Telem                | תלם            | Har Chevron     | 1983     | 1982    | –     | …      | 80     | 101    | 141    | 217    | 278    | 445    | Leste, do lado palestino                  | |
| Tene Omarim          | טנא            | Har Chevron     | 1984     | 1983    | –     | …      | 347    | 580    | 538    | 5562   | 758    | 872    | Leste, do lado palestino                  | Nome alternativo: Ma'ale Omarim |
| Tomer                | תומר           | Bikʿat HaJarden | 1978     |         | 153   | 248    | 290    | 307    | 296    | 233    | 232    | 276    | Vale do Jordão                            | Hebraico: Palme |
| Tzufim               | צופים          | Schomron        | 1989     |         | –     | –      | 542    | 794    | 1.048  | 1.129  | 1.815  | 2.406  | Oeste                                     | |
| Vered Jericho        | ורד יריחו      | Megilot         | 1980     |         | 151   | 190    | 202    | 155    | 161    | 194    | 221    | 341    | Vale do Jordão                            | |

1 Nahal (em hebraico: נח"ל) (acrônimo de Noar Halutzi Lohem) refere-se ao programa israelita de colonatos que combinam serviço militar e projetos de desenvolvimento agrícola.
Vários antigos postos avançados israelitas foram retroativamente "legalizados" sob a lei israelita como "bairros" de colonatos israelitas já existentes:
- Givat Harsina, ou Ramat Mamre, retroativamente "legalizado" sob a lei israelita como "bairro" de Kiryat Arba
- Kfar Eldad, retroativamente "legalizado" sob a lei israelita como "bairro" de Nokdim
- Kerem Reim, retroativamente "legalizado" sob a lei israelita como "bairro" de Talmon
- Leshem, retroativamente "legalizado" sob a lei israelita como "bairro" de Alei Zahav
- Neria, retroativamente "legalizado" sob a lei israelita como "bairro" de Talmon
- Nofei Nehemia, retroativamente "legalizado" sob a lei israelita como "bairro" de Rehelim
- Sdeh Bar Farm, retroativamente "legalizado" sob a lei israelita como "bairro" de Nokdim
- Shvut Rachel, retroativamente "legalizado" sob a lei israelita como "bairro" de Shilo
- Tal Menashe, retroativamente "legalizado" sob a lei israelita como "bairro" de Hinanit
- Yair Farm, retroativamente "legalizado" sob a lei israelita como "bairro" de Yakir

Fontes desta secção: 
- 1983 a 1989: Peace Now, em inglês.
- 1994 até 2014: Foundation for Middle East Peace – Estatísticas dos colonatos israelitas, em inglês.
- 2019: "Population in the Localities 2019" do Central Bureau of Statistics de Israel, em inglês.

## Montes Golã
A construção de colonatos israelitas nos Montes Golã iniciou-se com a ocupação por Israel em 1967, sob administração militar, até à aprovação da Lei dos Montes Golã em 1981, que normalizou a administração israelita em todo o território. Este movimento foi condenado pelo Conselho de Segurança das Nações Unidas na Resolução 497 da ONU, que afirmou que "a decisão israelita de impôr as suas leis, jurisdição e administração nos Montes Golã, território sírio ocupado, é nula e sem efeito jurídico internacional." Israel afirma que tem o direito de reter a zona, citando o texto da Resolução 242 da ONU , que apela a "fronteiras seguras e reconhecidas, livres de ameaças ou atos de força". No entanto, a comunidade internacional rejeita as reivindicações israelitas de titularidade do território e considera-o como território sírio soberano.
| Nome            | Nome hebraico | Fundação   |
| --------------- | ------------- | ---------- |
| Katzrin         | קַצְרִין         | 1977       |
| Afik            | אֲפִיק          | 1972       |
| Ein Zivan       | עֵין זִיוָן      | 1968       |
| El Rom          | אֶל רוֹם        | 1971       |
| Geshur          | גְּשׁוּר          | 1971       |
| Kfar Haruv      | כְּפַר חָרוּב      | 1974       |
| Merom Golan     | מְרוֹם גּוֹלָן     | 1967       |
| Metzar          | מֵיצָר          | 1981       |
| Mevo Hama       | מְבוֹא חַמָּה      | 1968       |
| Natur           | נָטוּר          | 1980       |
| Ortal           | אוֹרְטַל         | 1978       |
| Alonei HaBashan | אַלּוֹנֵי הַבָּשָׁן    | 1981       |
| Ani'am          | אֲנִיעָם         | 1978       |
| Avnei Eitan     | אַבְנֵ"י אֵיתָ"ן   | 1973       |
| Bnei Yehuda     | בְּנֵי יְהוּדָה     | 1972       |
| Eliad           | אֵלִי עַד        | 1968       |
| Givat Yoav      | גִּבְעַת יוֹאָב     | 1968       |
| Haspin          | חַסְפִּין         | 1978       |
| Kanaf           | כָּנָף           | 1985       |
| Keshet          | קֶשֶׁת           | 1974       |
| Kidmat Tzvi     | קִדְמַת צְבִי      | 1981       |
| Ma'ale Gamla    | מַעֲלֵה גַּמְלָא     | 1975       |
| Neot Golan      | נְאוֹת גּוֹלָן     | 1968       |
| Neve Ativ       | נְוֵה אַטִי"ב     | 1972       |
| Nov             | נוֹב           | 1974       |
| Odem            | אֹדֶם           | 1975       |
| Ramat Magshimim | רָמַת מַגְשִׁימִים   | 1968       |
| Ramot           | רָמוֹת          | 1969       |
| Sha'al          | שַׁעַל           | 1980       |
| Yonatan         | יוֹנָתָן         | 1975       |
| Kela Alon       | קלע אלון      | 1981, 1991 |
| Had Ness        | חַד נֵס         | 1989       |